# Гейлі Макінтош
Гейлі Макінтош (англ. Hayley McIntosh; 12 квітня 1999) — новозеландська плавчиня.
Учасниця Олімпійських Ігор 2020 року, де в попередніх запливах на дистанції 1500 метрів вільним стилем посіла 31-ше місце і не потрапила до фіналу.